# Deutsche Botschaft Podgorica
Die Deutsche Botschaft Podgorica ist die Diplomatische Vertretung der Bundesrepublik Deutschland in Montenegro.

## Lage und Gebäude

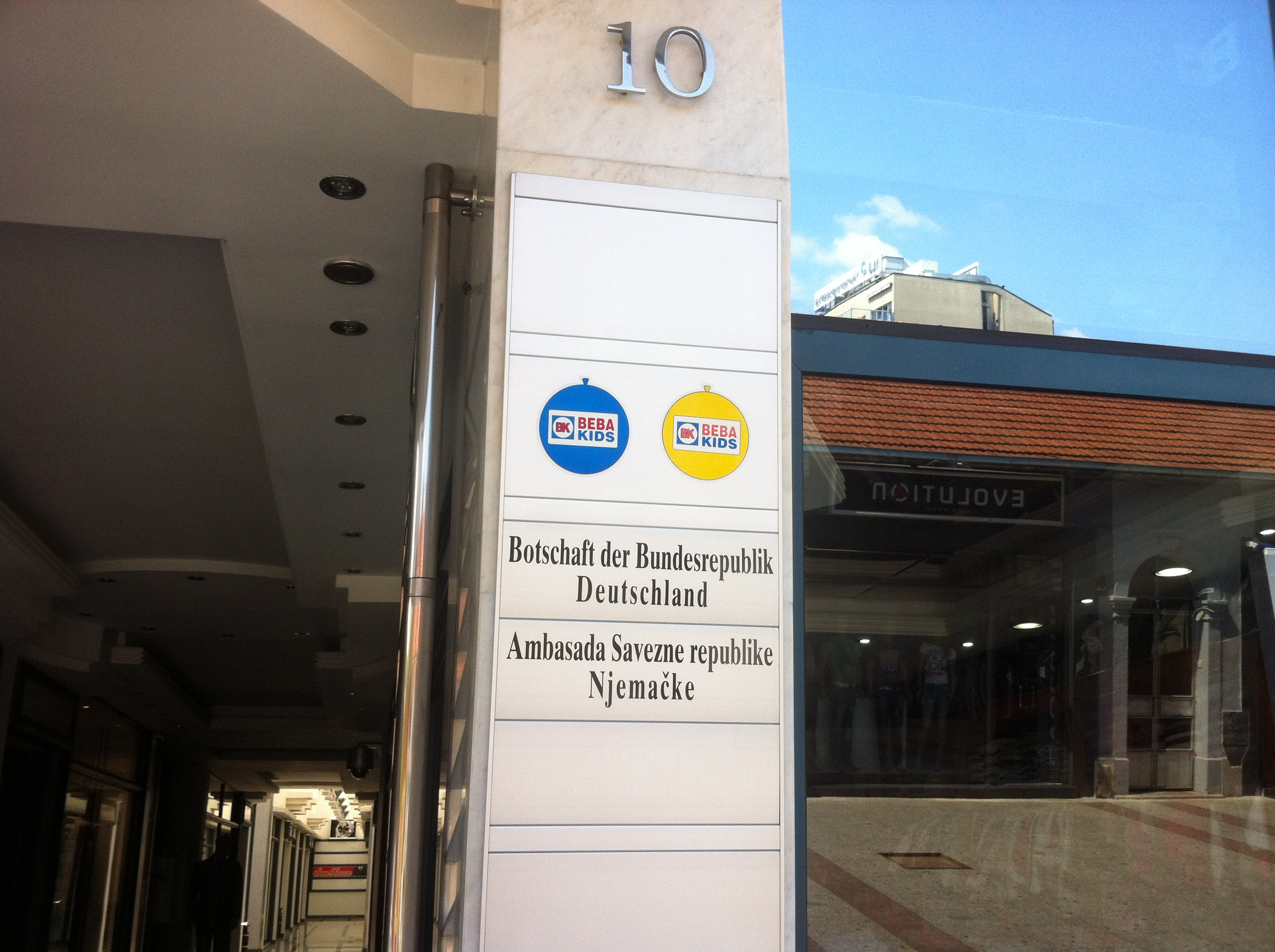
Herzegovačka 10

Die Kanzlei der Botschaft befindet sich im Zentrum der montenegrinischen Hauptstadt Podgorica. Die Straßenadresse lautet: Herzegovačka 10, 81000 Podgorica.
Die Kanzlei ist in dem dreigeschossigen Geschäftszentrum Poslovni centar RM untergebracht.

## Auftrag und Organisation
Die Deutsche Botschaft Podgorica hat den Auftrag, die deutsch-montenegrinischen Beziehungen zu pflegen, die deutschen Interessen gegenüber der Regierung von Montenegro zu vertreten und die Bundesregierung über Entwicklungen in Montenegro zu unterrichten.
In der Botschaft bestehen die Arbeitsbereiche Politik, Wirtschaft sowie Kultur und Bildung.
Das Referat für Rechts- und Konsularaufgaben der Botschaft bietet deutschen Staatsangehörigen konsularische Dienstleistungen und Hilfe in Notfällen an. Hierzu besteht ein telefonischer Rufbereitschaftsdienst täglich bis Mitternacht. Der konsularische Amtsbezirk der Botschaft umfasst ganz Montenegro. Die Visastelle erteilt Einreisegenehmigungen für montenegrinische Bürger und in Montenegro ansässige Staatsangehörige dritter Länder.

## Geschichte
Montenegro erklärte am 3. Juni 2006 seine Unabhängigkeit von Serbien und Montenegro. Die Bundesrepublik Deutschland hatte am 1. März 2002 eine Außenstelle der Botschaft Belgrad in Podgorica eröffnet, die am 22. Juni 2006 in eine Botschaft umgewandelt wurde.